# Kanton Alfortville-Nord
Der Kanton Alfortville-Nord war von 1967 bis 2015 ein französischer Wahlkreis im Arrondissement Créteil im Département Val-de-Marne und in der Region Île-de-France. Er bestand aus einem Teil der Stadt Alfortville.

## Bevölkerungsentwicklung
| 1990   | 1999   | 2010   |
| ------ | ------ | ------ |
| 19.134 | 19.846 | 25.869 |